# Годар, Жан-Люк
Жан-Люк Года́р (фр. Jean-Luc Godard, 3 декабря 1930[…], VII округ Парижа, Франция — 13 сентября 2022[…], Ролль, Во, Швейцария[…]) — франко-швейцарский кинорежиссёр, кинокритик, актёр, сценарист, монтажёр и кинопродюсер, стоявший у истоков французской новой волны в кинематографе. Его фильмы 1960-х годов оказали революционное влияние на мировое киноискусство.
В начале своей карьеры кинокритика во влиятельном журнале Cahiers du cinéma Годар критиковал «традицию качества» основного французского кинематографа, в котором не придавалось особого значения инновациям и экспериментам. В ответ он и критики-единомышленники начали снимать свои собственные фильмы, бросая вызов условностям традиционного Голливуда в дополнение к французскому кинематографу. В 1964 году Жан-Люк Годар описал влияние себя и коллег: «Мы ворвались в кино, как пещерные люди в Версаль Людовика XV». Его часто считают самым радикальным французским режиссёром 1960-х и 1970-х годов; его подход к фильмам, политике и философии сделал его, пожалуй, самым влиятельным режиссёром французской новой волны. В его работах часто используются дань уважения и ссылки на историю кино и часто выражаются его политические взгляды; он был заядлым читателем экзистенциалистской и марксистской литературы, а в 1969 году вместе с другими радикальными кинематографистами сформировал «Группу Дзига Вертов» для продвижения политических работ. После новой волны его политика стала менее радикальной, а его более поздние фильмы посвящены человеческому конфликту и художественному представлению «с гуманистической, а не марксистской точки зрения».

## Биография
Жан-Люк Годар родился 3 декабря 1930 года в Париже. Его отец, Поль Годар, был врачом и имел собственную клинику, а мать, Одиль (в девичестве Моно́), была родом из семьи швейцарских банкиров, принадлежавших к известной французской протестантской фамилии, которую носили многие известные люди, включая нобелевского лауреата Жака Моно, композитора Жак-Луи Моно, натуралиста Теодора Моно и историка Габриэля Моно.
Когда Годару было 4 года, семья переехала в Швейцарию. Здесь, в Ньоне, он получил начальное образование, затем с 1946 года обучался в Париже, в Лицее Бюффона. Однако в этот момент он увлёкся кино и предпринял первые попытки заняться литературным творчеством. В результате он провалил экзамен на степень бакалавра и вернулся домой в Швейцарию. В 1949 году поступил в Сорбонну и некоторое время изучал там антропологию.

### Кинокритика
В Париже, в Латинском квартале, незадолго до 1950 года, всё более известными становились киноклубы. Годар начал посещать эти клубы — Французскую синематеку, Киноклуб Латинского квартала (CCQL), киноклуб «Работа и культура» и другие — он стал завсегдатаем этих клубов. Французская синематека была основана Анри Ланглуа и Жоржем Франжю в 1936 году; «Работа и культура» была рабочей образовательной группой, для которой Андре Базен организовывал просмотры и обсуждения фильмов военного времени, и которая стала образцом для киноклубов, возникших по всей Франции после освобождения от нацистов; CCQL, основанный примерно в 1947 или 1948 году, был воодушевлен и возглавлен Эриком Ромером. В этих клубах он познакомился с другими синефилами, включая Жака Риветта, Клода Шаброля и Франсуа Трюффо. Годар был частью поколения, для которого кинематограф приобрел особое значение. Он сказал: «В 1950-х годах кино было так же важно, как хлеб, но сейчас это не так. Мы думали, что кино утвердит себя как инструмент познания, микроскоп... телескоп.... в Синематеке я открыл для себя мир, о котором мне никто не говорил. Они рассказали нам о Гёте, но не о Дрейере. ... Мы смотрели немые фильмы в эпоху звукового кино. Мы мечтали о кино. Мы были как христиане в катакомбах».
Его вторжение в кинематограф началось с критики. Наряду с Морисом Шерером (писавшим под будущим знаменитым псевдонимом Эрик Ромер) и Жаком Риветтом он основал в 1950 году недолговечный журнал La Gazette du cinéma, было опубликовано пять номеров. Когда Базен стал одним из основателей влиятельного журнала Cahiers du cinéma, Годар был первым из молодых критиков из группы CCQL /Синематека, работы которого были опубликованы в журнале. В январском номере за 1952 год была опубликована его рецензия на американскую мелодраму режиссёра Рудольфа Мате «Не надо грустных песен для меня». Его статья «Защита и иллюстрация классического декупажа», опубликованная в сентябре 1952 года, в которой он критикует более раннюю статью Базена и защищает использование техники обратной съемки, является одним из его ранних важных вкладов в кинокритику. Восхваляя Отто Премингера и «величайшего американского художника — Говарда Хоукса», Годар ставит их суровые мелодрамы выше более «формалистичных и откровенно искусных фильмов Уэллса, Де Сики и Уайлдера, которые одобрил Базен». В это время деятельность Годара не включала в себя создание фильмов. Он смотрел фильмы и писал о них, а также помогал другим снимать фильмы, в частности Ромеру, с которым он работал над короткометражным фильмом «Представление, или Шарлотта и её стейк».

### Кинопроизводство
Покинув Париж осенью 1952 года, Годар вернулся в Швейцарию и переехал жить к своей матери в Лозанну. Он подружился с любовником своей матери Жан-Пьером Лаубшером, который был рабочим на плотине Гранд-Диксенс. Через Лаубшера он сам получил работу в качестве строителя на строительной площадке Plaz Fleuri на плотине. Он увидел возможность снять документальный фильм о плотине; когда закончился его первоначальный контракт, чтобы продлить своё пребывание на плотине, он перешёл на должность оператора телефонного коммутатора. Находясь на дежурстве, в апреле 1954 года, он позвонил Лаубшеру, который сообщил, что Одиль Моно, мать Годара, погибла в аварии на скутере. Благодаря швейцарским друзьям, которые одолжили ему 35-мм кинокамеру, он смог снимать на 35-миллиметровую плёнку. Он переписал комментарий, написанный Лаубшером, и дал своему фильму рифмованное название «Operation béton» (Операция «Бетон»). Компания, которая управляла плотиной, купила фильм и использовала его в рекламных целях.
Продолжая работать в Cahiers du cinéma, он снял в Женеве 10-минутный короткометражный фильм «Кокетка» (1955), а в январе 1956 года вернулся в Париж. План создания художественного фильма по роману Гёте «Избирательное сродство» оказался слишком амбициозным и ни к чему не привел. Трюффо заручился его помощью в работе над идеей для фильма, основанного на реальной криминальной истории мелкого преступника Мишеля Портье, который застрелил полицейского на мотоцикле и чья девушка сдала его полиции, но Трюффо не смог заинтересовать ни одного продюсера. Другой проект с Трюффо, комедия о деревенской девушке, приехавшей в Париж, также был заброшен. Он работал с Ромером над запланированной серией короткометражных фильмов, посвящённых жизни двух молодых женщин, Шарлотты и Вероники; а осенью 1957 года Пьер Бронберже спродюсировал первый фильм из серии «Всех парней зовут Патрик», снятый Годаром по сценарию Ромера. Фильм «История воды» (1958) был создан в основном из неиспользованного материала, снятого Трюффо. В 1958 году Годар с актёрским составом, в который входили Жан-Поль Бельмондо и Анн Колетт, снял свой последний короткометражный фильм прежде чем получить международное признание в качестве режиссёра, «Шарлотта и её Жюль», дань уважения Жану Кокто. Фильм был снят в гостиничном номере Годара на улице Ренн и, по-видимому отразил что-то вроде «романтической строгости» собственной жизни Годара в то время. Его швейцарский друг Роланд Толматчофф отметил: «В Париже у него на стене висел большой плакат с Богартом и больше ничего». В декабре 1958 года Годар выступил с репортажем с фестиваля короткометражных фильмов в Туре и высоко оценил работы Жака Деми, Жака Розье и Аньес Варда и подружился с ними — он уже знал Алена Рене, чью работу он высоко оценил, но теперь Годар хотел снять художественный фильм. В 1959 году он поехал на Каннский кинофестиваль и попросил Трюффо позволить ему использовать историю, над которой они сотрудничали в 1956 году, об угонщике автомобилей Мишеле Портье. Он попросил денег у продюсера Жоржа де Борегара, с которым он познакомился ранее, когда недолго работал в отделе рекламы парижского офиса Twentieth Century Fox, и который также был на фестивале. Борегар мог бы предложить свой опыт, но у него были долги по двум постановкам, основанным на рассказах Пьера Лоти; поэтому финансирование вместо этого поступило от кинопрокатчика Рене Пиньера.

## Творчество в кино
Самый знаменитый период Годара как режиссера охватывает примерно от его первого полнометражного фильма «На последнем дыхании» (1960) до «Уик-энда» (1967). Его работа в этот период была сосредоточена на относительно обычных фильмах, которые часто отсылают к различным аспектам истории кино. Хотя работа Годара в это время считается новаторской сама по себе, этот период резко отличается от того периода, что последовал сразу за ним, в течение которого Годар идеологически осудил большую часть истории кинематографа как буржуазную и, следовательно, не заслуживающую внимания.
В 1959 году выходит дебютный полнометражный фильм Годара «На последнем дыхании» с Жан-Полем Бельмондо и Джин Сиберг в главных ролях, который отчётливо выразил стиль французской новой волны, фильм включает в себя визуальные цитаты из фильмов Ингмара Бергмана, Сэмюэля Фуллера, Фрица Ланга и других, а также экранное посвящение Monogram Pictures, американской студии B-фильмов. Цитаты и ссылки на литературу включают Уильяма Фолкнера, Дилана Томаса, Луи Арагона, Рильке, Франсуазу Саган, Мориса Сакса. Фильм также содержит цитаты в изображениях или на саундтреке — Моцарта, Пикассо, И. С. Баха, Пауля Клее и Огюста Ренуара.
В 1960 году Годар снял фильм «Маленький солдат», посвящённый алжирской войне за независимость. Фильм, из-за его политического характера, был запрещён французским правительством до 1963 года.
Следующие фильмы Годара «Жить своей жизнью», «Карабинеры», «Презрение» исследуют сложные социально-психологические проблемы, переживаемые обществом.
В 1964 году Годар и Карина создали продюсерскую компанию Anouchka Films. В том же году он снял фильм «Банда аутсайдеров», еще одно сотрудничество между ними, описанное Годаром как «Алиса в Стране чудес встречает Франца Кафку».
Фильм «Замужняя женщина» (1964) последовал за «Бандой аутсайдеров». Это была медленная, обдуманная, приглушенная чёрно-белая картина без реальной истории, которая продемонстрировала «взаимодействие Годара с самым передовым мышлением того времени, выраженным в творчестве Клода Леви-Стросса и Ролана Барта», а ее фрагментарность и абстрактность отразили также «его потерю веры в знакомые голливудские стили».
В 1965 году Годар снял «Альфавиль», футуристическую смесь научной фантастики, нуара и сатиры, обличавшую технократию и тоталитаризм. Его следующим фильмом был «Безумный Пьеро» (1965). Жиль Жакоб, кинокритик и президент Каннского кинофестиваля, назвал его одновременно «ретроспективой» и перепросмотром.
«Мужское — женское» (1966), основанный на двух рассказах Ги де Мопассана, был исследованием современной французской молодёжи и её вовлеченности в культурную политику. В интертитре персонажи названы как «Дети Маркса и кока-колы».
Затем Годар снял фильм «Сделано в США» (1966), исходным материалом для которого послужил «Джаггер» Ричарда Старка. Год спустя вышел фильм «Две или три вещи, которые я знаю о ней» (1967) в котором Марина Влади изображает женщину, ведущую двойную жизнь в качестве домохозяйки и проститутки что считается «одним из величайших достижений в кинематографе».

В «Китаянке» (1967) Годар был наиболее прямолинеен в политическом плане. Фильм был посвящен группе студентов и связан с идеями, исходящими от студенческих активистских групп в современной Франции. Выпущенный незадолго до майских событий 1968 года, фильм, по мнению некоторых, предвосхитил имевшие место студенческие восстания.
Годар активно участвует в майских событиях 1968 года и является одним из идейных вдохновителей «нового левого движения».
В том же году Годар снял более красочный и политический фильм «Уик-энд». отправляющейся на выходные в путешествие по сельской местности Франции, чтобы получить наследство. За этим следует конфронтация с трагическими пороками чрезмерно потребляющей буржуазии.
На фоне потрясений конца 1960-х годов Годар увлёкся созданием «политических фильмов». Хотя многие из его фильмов с 1968 по 1972 год являются полнометражными, они малобюджетны и бросают вызов представлению о том, каким может быть фильм. В дополнение к отказу от мейнстрим-кинопроизводства, Годар также пытался избежать культа личности, который сформировался вокруг него. Он работал анонимно в сотрудничестве с другими кинематографистами, в частности с Жан-Пьером Горином, с которым он создал киноколлектив «Дзига Вертов». В этот период Годар снимал фильмы в Англии, Италии, Чехословакии, Палестине и США, а также во Франции. Он и Горин гастролировали со своими работами, пытаясь вызвать дискуссию, в основном в университетских городках. Кульминацией этого периода стала высокобюджетная постановка «Всё в порядке», в которой снялись Ив Монтан и Джейн Фонда. Из-за аварии на мотоцикле, которая серьезно вывела Годара из строя, Горин оказался режиссером этой самой знаменитой их совместной работы почти в одиночку. В качестве дополнения к «Всё в порядке», пара сняла «Письмо Джейн», 50-минутное исследование фото на котором Джейн Фонда встречается с вьетконговцами во время войны во Вьетнаме. Фильм представляет собой деконструкцию западной империалистической идеологии. Это был последний фильм, который Годар и Горин сняли вместе.
Позднее Годар возвращается к «большому кино» и создаёт несколько значимых лент: «Спасай, кто может (свою жизнь)», «Страсть», «Имя: Кармен».
В 1990-х годах Годар создаёт масштабную киноантологию «История кино». Фильм «Моцарт — навсегда» (1996) затрагивает близкую Годару тему взаимоотношений искусства и художника.
В последние годы жизни Годар часто принимал участие в совместных режиссёрских проектах, таких как, например, «На десять минут старше».
В 2011 году был награждён премией «Оскар» за вклад в развитие кинематографа.
В 2014 году поставил экспериментальный 3D-фильм «Прощай, речь 3D», удостоенный приза жюри Каннского кинофестиваля и ряда других наград. При подведении киноитогов 2014 года «Прощай, речь» вошёл в большинство списков лучших фильмов года.

## Этапы творчества
Творчество Ж.-Л. Годара систематизируется по 5 периодам, которые определяются переходом режиссёра на новый уровень развития политических воззрений и философского осмысления мира.

### 1. Новая волна (1960—1966)
«На последнем дыхании» (1960), «Маленький солдат» (1960), «Безумный Пьеро» (1965), «Карабинеры» (1963), «Две или три вещи, которые я знаю о ней» (1966), «Мужское — женское» (1966).
Характерные приёмы: съёмки «парящей» камерой по концепции А. Астрюка «Камера-стило», jump cuts, переосмысленным из советского кинематографа, когда два кадра образуют резкую склейку, смысловые отсылки через газеты, картины и постеры.
Характерные темы: герой-бунтарь, находящийся в поисках новых правил жизни, политические события в стране, понимание режиссёром того, что существующая система ненавистна, жертвы социальных механизмов.

### 2. Маоистский период (1967)
«Китаянка» (1967), «Уикенд» (1967).
Характерные приёмы: техника коллажа, цветопись.
Характерные темы: яркий радикализм и революционная агрессия.

### 3.Группа «Дзига Вертов»(1969—1972)
«Правда» (1970), «Ветер с Востока» (1970), «Владимир и Роза» (1971), «Борьба в Италии» (1971)
Характерные приёмы: вскрытие и деконструкция нарративности.
Характерные темы: пытается применить идеи социализма в процессе создания кино (снимает коллективно, отсутствует один автор, свободная дистрибуция), аналитика существующих в обществе проблем.

### 4. Студия «Sonimage» (1973—1979) — Сотрудничество с Анн-Мари Мьевиль
«Номер два» (1975), «Как дела?» (1978).
Характерные темы: исследование новых технологий (цифрового телевидения) в целях обретения новых средств выразительности, воспроизведение реальности в кино, обращается к способам фиксации реальности, вопросу достоверности видео и фотографии, допущения того, что в виртуальном формате реальность соразмерна той, в которой мы живём.

### 5. Поздний этап (с 1980-х гг. по 2022 год)
Характерные приёмы: переходит от осмысления цифрового формата как средства художественной выразительности к специфике телеязыка, использует возможности нового языка.
Характерные темы: сложные социальные вопросы, исследование природы образов, поиск изображения, отсылающего к ментальным образам зрителя (которые появляются в обход аналитическому восприятию и являются процессом постоянного осознания мира).

## Политические взгляды

### Политика
Годар был известен своим «очень политическим голосом» и регулярно показывал политический контент в своих фильмах. Одна из его ранних работ, «Маленький солдат», посвященная войне за независимость Алжира, была примечательна своей попыткой представить сложность спора; фильм был воспринят как двусмысленный и демонстрирующий «моральную эквивалентность» между французскими вооруженными силами и Фронтом национального освобождения. В соответствии с этим, «Карабинеры» представляют вымышленную войну, которая изначально романтизирована в том, как ее персонажи подходят к своей службе, но становится жестким антивоенным метонимом. В дополнение к международным конфликтам, на которые Годар искал художественный ответ, он также был очень обеспокоен социальными проблемами во Франции. Самый ранний и лучший пример этого — мощное изображение Кариной проститутки в «Жить своей жизнью».

### Война во Вьетнаме
Годар создал несколько произведений, непосредственно посвященных войне во Вьетнаме. Кроме того, в «Безумном Пьеро» есть две сцены, которые затрагивают эту проблему. Первая — это сцена, которая происходит во время первой поездки на автомобиле между Фердинандом (Бельмондо) и Марианной (Карина). По радио в машине они слышат сообщение «гарнизон уничтожен вьетконговцами, потерявшими 115 человек». Марианна отвечает пространными размышлениями о том, как радио дегуманизирует северовьетнамских комбатантов. Война присутствует на протяжении всего фильма в упоминаниях, аллюзиях и изображениях в кадрах кинохроники, и на стиль фильма повлиял политический гнев Годара по поводу войны, нарушив его способность использовать более ранние кинематографические стили.
Годар также участвовал в съёмках фильма «Далеко от Вьетнама» (1967). Антивоенный проект, состоящий из семи эскизов, снятых Годаром, Клодом Лелушем, Йорисом Ивенсом, Уильямом Кляйном, Крисом Маркером, Аленом Рене и Аньес Варда.

### Бертольт Брехт
Взаимодействие Годара с немецким поэтом и драматургом Бертольтом Брехтом связано, прежде всего, с его попыткой перенести теорию эпического театра Брехта и его перспективу отчуждения зрителя (Verfremdungseffekt) через радикальное разделение элементов среды (театр в случае Брехта, но в случае Годара — фильм). Влияние Брехта остро ощущается во многих работах Годара, особенно до 1980 года, когда Годар использовал кинематографическое выражение в конкретных политических целях.

### Марксизм
Марксистское прочтение возможно с большинством, если не со всеми ранними работами Годара. Однако прямое взаимодействие Годара с марксизмом не становится явно очевидным до «Уик-энда», когда имя Карла Маркса упоминается в сочетании с такими фигурами, как Иисус Христос. Постоянным рефреном на протяжении всего кинематографического периода Годара является потребительство буржуазии, превращение повседневной жизни и деятельности в товар и отчуждение человека — все это центральные черты критики капитализма Марксом.
Например, фильм «Замужняя женщина» построен вокруг концепции Маркса о товарном фетишизме. Однажды Годар сказал, что это «фильм, в котором индивиды рассматриваются как вещи, в котором погони в такси чередуются с этологическими интервью, в котором зрелище жизни смешивается с ее анализом». Он очень хорошо осознавал, каким образом он хотел изобразить человеческое существо. Его усилия явно характерны для Маркса, который в своих «Экономическо-философских рукописях 1844 года» дает одну из своих самых тонких разработок, анализируя, как рабочий отчуждается от своего продукта, объекта своей производственной деятельности. Жорж Садуль в своём коротком размышлении о фильме описывает его как «социологическое исследование отчуждения современной женщины».

### Обвинения в антисемитизме
Годар широко известен антисионистскими взглядами, критикой государства Израиль и поддержкой палестинцев. В 1976 году на основе съёмок, которые Годар смог провести во время своего путешествия на Ближний Восток несколькими годами ранее, он выпустил документальный фильм «Здесь и там». В нём Годар средствами монтажа проводит параллель между угнетением палестинцев и Холокостом. Биограф режиссёра Ричард Броди основную идею фильма излагает следующим образом: «Гитлер — это реакция на коммунизм, Израиль — результат Холокоста, а страдания палестинцев — последствия результатов Холокоста».
В 2010 году, после объявления о том, что Годару будет вручён почётный «Оскар», в прессе прошла бурная дискуссия о высказываниях режиссёра разных лет, вызвавших обвинения в антисемитизме, и о том, достоин ли он в связи с этим награды. Броди, комментируя эти обвинения, основанные в том числе и на приводимых в его работе цитатах, охарактеризовал Годара как режиссёра, который «как никто другой кроме Клода Ланцмана подходил к Холокосту с величайшей этической серьёзностью; в своих фильмах Годар рассматривал его как центральный политический и даже эстетический кризис своего времени и утверждал, в фильмах и интервью, что неспособность кинематографа задокументировать Холокост в надежде предотвратить его может считаться безусловным и невосполнимым поражением» этого вида искусства.

## Личная жизнь
В 1961 году Годар женился на актрисе датского происхождения Анне Карине. Она сыграла в шести его фильмах. В 1967 году они развелись.
В 1967 году во время съёмок «Китаянки» Годар встретил свою вторую жену, актрису, внучку французского писателя Франсуа Мориака — Анну Вяземски. В 1979 году они тоже расстались.

## Смерть
Как сообщается, живший в Швейцарии Годар в 2022 году добровольно расстался с жизнью, прибегнув к законной в Швейцарии эвтаназии. При этом сообщается, что он не был болен, а «просто был истощен».

## Фильмография
1. 1954 — «Операция бетон» / Opération béton (короткометражный)
2. 1955 — «Кокетка» / Une femme coquette (короткометражный)
3. 1956 — «Всех парней зовут Патрик» / Tous les garçons s’appellent Patrick (короткометражный)
4. 1957 — «Шарлотта и её Жюль» / Charlotte et son Jules (короткометражный)
5. 1957 — «История воды» / Une histoire d’eau (совместно с Ф. Трюффо)
6. 1960 — «На последнем дыхании» / À bout de souffle
7. 1960 — «Маленький солдат» / Le Petit Soldat
8. 1961 — «Женщина есть женщина» / Une femme est une femme
9. 1962 — «Жить своей жизнью» / Vivre sa vie
10. 1962 — «РоГоПаГ» (эпизод «Новый мир») / Ro.Go.Pa.G. (sketch Il nuovo mondo)
11. 1963 — «Карабинеры» / Les Carabiniers
12. 1963 — «Презрение» / Le Mépris
13. 1964 — «Посторонние» (Банда аутсайдеров) / Bande à part
14. 1964 — «Самые красивые мошенники мира» / Les Plus Belles Escroqueries du monde (sketch Le Grand Escroc)
15. 1964 — «Замужняя женщина» / Une femme mariée
16. 1965 — «Альфавиль» / Alphaville, Une étrange aventure de Lemmy Caution
17. 1965 — «Париж глазами…» (эпизод «Монпарнас-Леваллуа») / Paris vu par… (sketch Montparnasse-Levallois)
18. 1965 — «Безумный Пьеро» / Pierrot le fou
19. 1966 — «Мужское — женское» / Masculin, féminin
20. 1966 — «Сделано в США» / Made in U.S.A.
21. 1967 — «Две или три вещи, которые я знаю о ней» / 2 ou 3 choses que je sais d’elle
22. 1967 — «Древнейшая профессия в мире» (эпизод «Предвидение, или какой будет любовь в 2000 году») / Le Plus Vieux Métier du monde (sketch Anticipation, ou l’amour en l’an 2000)
23. 1967 — «Китаянка» / La Chinoise
24. 1967 — «Далеко от Вьетнама» / Loin du Vietnam (sketch Caméra-œil)
25. 1967 — «Уик-энд» / Week end
26. 1968 — «Один плюс один» («Сочувствие дьяволу») / One plus one (Sympathy for the Devil)
27. 1968 — «Фильм, как фильм» / Un film comme les autre
28. 1968 — /Cinétracts
29. 1969 — «Весёлая наука» / Le Gai Savoir
30. 1969 — «Любовь и ярость» (эпизод «Любовь») / Amore e Rabbia (sketch L’Amour)
31. 1969 — «Ветер с востока» / Le Vent d’est
32. 1970 — «Владимир и Роза[фр.]»
33. 1970 — «Правда» / Pravda
34. 1970 — «Лотта в Италии» / Lotte in Italia
35. 1970 — «Звуки Британии» / British Sounds
36. 1972 — «В час ночи» / One P.M.
37. 1972 — «Всё в порядке» / Tout va bien
38. 1972 — «Письмо Джейн» / Letter to Jane
39. 1975 — «Номер два» / Numéro deux
40. 1976 — «Здесь и там» / Ici et ailleurs
41. 1977 — /Six fois deux / Sur et sous la communication (TV)
42. 1977 — /France / tour / détour / deux / enfants (TV)
43. 1978 — «Как дела?» / Comment ça va?
44. 1980 — «Спасай, кто может (свою жизнь)» / Sauve qui peut (la vie)
45. 1981 — «Письмо Фредди Бюашу» / Lettre à Freddy Buache (короткометражный)
46. 1982 — «Страсть» / Passion
47. 1983 — «Имя: Кармен» / Prénom Carmen
48. 1985 — «Приветствую тебя, Мария» / Je vous salue, Marie
49. 1985 — «Детектив» / Détective
50. 1986 — «Величие и падение маленькой кинокомпании» / Grandeur et décadence d’un petit commerce de cinéma (TV)
51. 1986 — «Мягко стелет» / Soft and Hard
52. 1986 — «Встреча с Вуди Алленом» / Meetin' WA
53. 1987 — «Король Лир» / King Lear
54. 1987 — «Ария» (фрагмент «Армида») / Aria (partie Armide)
55. 1987 — «Тренируй правую» / Soigne ta droite
56. 1988 — «Сила слова» / Puissance de la parole
57. 1988 — /On s’est tous défilé (TV)
58. 1989 — /Le Rapport Darty
59. 1990 — «Новая волна» / Nouvelle Vague
60. 1991 — «Забвенью вопреки» / Contre l’oubli
61. 1991 — «Германия, девять — ноль» / Allemagne 90 neuf zéro
62. 1993 — «Увы мне» / Hélas pour moi
63. 1993 — «Дети играют в Россию» / Les enfants jouent à la Russie
64. 1995 — «ЖЛГ — автопортрет в декабре» / JLG — Autoportrait de décembre
65. 1995 — «Сто лет французского кино» / Deux fois cinquante ans de cinéma français
66. 1996 — «Моцарт — навсегда» / For Ever Mozart
67. 1998 — «Старые места» / The Old Place
68. 1998 — «История(и) кино» / Histoire(s) du cinéma (V)
69. 2000 — «Происхождение XXI века» / L’Origine du XXIe siècle
70. 2001 — «Хвала любви» / Éloge de l’amour
71. 2002 — «На десять минут старше: Виолончель» (эпизод «Во тьме времени») / Ten Minutes Older: The Cello (partie Dans le noir du temps)
72. 2004 — «Наша музыка» / Notre musique
73. 2010 — «Социализм» / Film Socialisme
74. 2014 — «Прощай, речь 3D» / Adieu au Langage
75. 2018 — «Книга образа», или «Образ и речь» / Le livre d’image